# جولي جولد
جولي جولد (بالإنجليزية: Julie Gold)‏ هي عازفة بيانو وملحنة ومغنية مؤلفة وكاتبة غنائية أمريكية، ولدت في 3 فبراير 1956 في Havertown, Pennsylvania ‏ في الولايات المتحدة.

## وصلات خارجية
- جولي جولد على موقع IMDb (الإنجليزية)
- جولي جولد على موقع ميوزك برينز (الإنجليزية)
- جولي جولد على موقع قاعدة بيانات برودواي على الإنترنت (الإنجليزية)
- جولي جولد على موقع ديسكوغز (الإنجليزية)